# Sonic Highways
Sonic Highways è l'ottavo album in studio del gruppo musicale statunitense Foo Fighters, pubblicato il 10 novembre 2014 dalla Roswell e dalla RCA Records.

## Descrizione
Si tratta del secondo album dei Foo Fighters prodotto da Butch Vig, dopo che questi aveva lavorato al precedente Wasting Light. Il titolo dell'album, insieme alla lista tracce e alla data di pubblicazione, è stato rivelato l'11 agosto 2014, mentre il singolo apripista dell'album, Something from Nothing, è stato reso disponibile per l'ascolto a partire dal 16 ottobre sul canale YouTube del gruppo; il giorno seguente è stata portata al debutto la serie Foo Fighters: Sonic Highways sulla rete televisiva statunitense HBO.
La copertina dell'album, realizzata da Stephan Martiniere, ritrae alcuni degli edifici più famosi di otto città degli Stati Uniti; infatti il gruppo ha registrato gli otto brani dell'album proprio in ciascuna di queste città. La versione in vinile del disco è stata commercializzata in nove differenti copertine, ognuna delle quali ritrae una delle città raffigurate sulla copertina standard.

## Tracce
Testi e musiche dei Foo Fighters.
1. Something from Nothing – 4:49
2. The Feast and the Famine – 3:50
3. Congregation – 5:12
4. What Did I Do?/God as My Witness – 5:44
5. Outside – 5:15
6. In the Clear – 4:04
7. Subterranean – 6:08
8. I Am a River – 7:09

## Formazione
Gruppo
- Dave Grohl – voce, chitarra, cori (tracce 1 e 2), voce gang (traccia 6), chitarra acustica, piatti e EBow (traccia 7)
- Chris Shiflett – chitarra, devil pickin' (traccia 3), voce gang (traccia 6)
- Pat Smear – chitarra
- Nate Mendel – basso
- Taylor Hawkins – batteria, cori (tracce 1, 2, 4 e 6), voce gang (tracce 2 e 6)

Altri musicisti
- Rami Jaffee – clavinet (traccia 1), organo, mellotron (tracce 1, 4, 5 e 7), pianoforte (tracce 3, 4, 6 e 8), wurlitzer (tracce 4 e 7), voce gang (traccia 6), tastiera (traccia 8)
- Rick Nielsen – chitarra baritona (traccia 1)
- Pete Stahl – voce gang (traccia 2)
- Skeeter Thompson – voce gang (traccia 2)
- Zac Brown – devil pickin' e cori (traccia 3)
- Drew Hester – percussioni (traccia 3), tamburello (tracce 4 e 8)
- Gary Clark, Jr. – chitarra solista (traccia 4)
- Chris Goss – cori (traccia 5)
- Joe Walsh – chitarra solista (traccia 5)
- Jim Rota – voce gang (traccia 6)
- John Lousteau – voce gang (traccia 6), assistenza missaggio, assistenza in studio (tracce 4 e 6)
- Preservation Jazz Band (traccia 6)
  - Mr. Charlie Gabriel – clarinetto
  - Mark Braud – tromba
  - Freddie Lonzo – trombone
  - Clint Maedgen – voce gang, sassofono
  - Ronell Johnson – voce gang, tuba
  - Ben Jaffe – tuba (traccia 6)
- Barrett Jones – EBow (traccia 7)
- Benjamin Gibbard – cori (traccia 7)
- Kristeen Young – cori (traccia 8)
- Tony Visconti – arrangiamento strumenti ad arco (traccia 8)
- Jamie Sutcliffe – coordinazione orchestra
- Los Angeles Youth Orchestra – strumenti ad arco (traccia 8)

Produzione
- Butch Vig – produzione
- Foo Fighters – produzione
- James Brown – registrazione, missaggio
- Dakota Bowman – assistenza al missaggio
- Gavin Lurssen – mastering
- Reuben Cohen – mastering
- Jon San Paolo – assistenza in studio (traccia 1)
- Greg Norman – assistenza in studio (traccia 1)
- Don Zientara – Inner Ear guru (traccia 2)
- Brandon Bell – assistenza in studio (traccia 3)
- Ben Simonetti – assistenza in studio (traccia 3)
- Matt Mangano – assistenza in studio (traccia 3)
- Charlie Bolois – assistenza in studio (tracce 4-6)
- Matthias Schneeberger – Rancho guru (traccia 5)
- Marcel Fernandez – assistenza in studio (traccia 7)
- Justin Armstrong – assistenza in studio (traccia 7)
- Kabir Hermon – assistenza in studio (traccia 8)
- Chris Shurtleff – assistenza in studio (traccia 8)

## Successo commerciale
Durante la prima settimana di vendite, Sonic Highways ha debuttato direttamente alla prima posizione in Australia, Belgio e in alcune classifiche statunitensi stilate da Billboard, quali la Alternative Albums e la Top Rock Albums. Negli Stati Uniti d'America, l'album ha debuttato alla seconda posizione, vendendo 190 000 copie nella prima settimana; in Canada, invece, l'album ha debuttato alla terza posizione, vendendo circa 25 000 copie.
Nel Regno Unito Sonig Highways ha debuttato alla seconda posizione nella rispettiva classifica, risultando il disco più venduto lato dei download digitali e il secondo per quello combinato tra CD e vinili; nel corso della 47ª settimana del 2014 tutti i brani dell'album si sono posizionati nella top 20 della Official Rock & Metal Chart: il singolo Something from Nothing, alla sua quarta settimana di rilevazione, ha conquistato la prima posizione della suddetta classifica, i brani The Feast and the Famine, Congregation e What Did I Do?/God as My Witness si sono posizionati, rispettivamente, alla quarta, quinta e sesta posizione (sebbene Congregation abbia conquistato la quarta posizione la settimana precedente), Outside e In the Clear hanno rispettivamente debuttato alla decima e all'undicesima posizione, mentre I Am a River e Subterrian hanno debuttato alla 15ª e alla 18ª posizione.

## Classifiche

### Classifiche settimanali
| Classifica (2014)          | Posizione massima |
| -------------------------- | ----------------- |
| Australia                  | 1                 |
| Austria                    | 3                 |
| Belgio (Fiandre)           | 1                 |
| Belgio (Vallonia)          | 4                 |
| Canada                     | 3                 |
| Danimarca                  | 4                 |
| Finlandia                  | 5                 |
| Francia                    | 18                |
| Germania                   | 2                 |
| Giappone                   | 12                |
| Grecia                     | 39                |
| Irlanda                    | 5                 |
| Italia                     | 7                 |
| Norvegia                   | 3                 |
| Nuova Zelanda              | 2                 |
| Paesi Bassi                | 2                 |
| Polonia                    | 10                |
| Portogallo                 | 8                 |
| Regno Unito                | 2                 |
| Regno Unito (rock & metal) | 2                 |
| Repubblica Ceca            | 30                |
| Spagna                     | 9                 |
| Stati Uniti                | 2                 |
| Stati Uniti (alternative)  | 1                 |
| Stati Uniti (hard rock)    | 1                 |
| Stati Uniti (rock)         | 1                 |
| Stati Uniti (tastemakers)  | 2                 |
| Svezia                     | 5                 |
| Svizzera                   | 2                 |
| Ungheria                   | 35                |

### Classifiche di fine anno
| Classifica (2014)         | Posizione |
| ------------------------- | --------- |
| Australia                 | 16        |
| Austria                   | 61        |
| Belgio (Fiandre)          | 20        |
| Belgio (Vallonia)         | 110       |
| Danimarca                 | 65        |
| Germania                  | 72        |
| Italia                    | 72        |
| Nuova Zelanda             | 13        |
| Paesi Bassi               | 47        |
| Regno Unito               | 26        |
| Stati Uniti               | 99        |
| Stati Uniti (alternative) | 13        |
| Stati Uniti (hard rock)   | 5         |
| Stati Uniti (rock)        | 20        |
| Svizzera                  | 65        |
| Classifica (2015)         | Posizione |
| Australia                 | 76        |
| Belgio (Fiandre)          | 32        |
| Belgio (Vallonia)         | 156       |
| Canada                    | 30        |
| Regno Unito               | 82        |
| Stati Uniti               | 126       |
| Stati Uniti (hard rock)   | 3         |
| Stati Uniti (rock)        | 13        |
| Stati Uniti (soundtracks) | 9         |